# Femhörnig knubbsjöstjärna
Femhörnig knubbsjöstjärna (Pteraster pulvillus) är en sjöstjärneart som först beskrevs av Michael Sars 1861.  Femhörnig knubbsjöstjärna ingår i släktet Pteraster och familjen knubbsjöstjärnor. Enligt den svenska rödlistan är arten sårbar i Sverige. Arten förekommer i Götaland. Artens livsmiljö är havet. Inga underarter finns listade i Catalogue of Life.